# Bryana Newbern
Bryana Dominique Newbern (* 4. Januar 1994 in Monterey, Vereinigte Staaten) ist eine US-amerikanisch-deutsche Handballspielerin.

## Karriere

### Im Verein
Bryana Newbern wurde als Tochter einer Deutschen und eines US-Amerikaners in Kalifornien geboren. Nachdem ihre Familie nach Deutschland zog, begann sie das Handballspielen in der Mini-Mix vom Bremer Verein HSG Vegesack/Hammersbeck. Nachdem die Torhüterin anschließend bei der HSG Schwanewede/Neuenkirchen gespielt hatte, wechselte sie 2009 zum TV Oyten. Beim TV Oyten lief sie anfangs im Jugendbereich auf und gehörte später dem Kader der Damenmannschaft an. Mit der Damenmannschaft gewann Newbern 2013 die Meisterschaft der Nordstaffel der 3. Liga, jedoch verzichtete der Verein auf den damit verbundenen Aufstieg in die 2. Bundesliga.
Da sich Newbern auf ihre Ausbildung konzentrieren wollte, wechselte sie 2014 zum Oberligisten TuS Komet Arsten. Eine Saison später lief sie für ATSV Habenhausen auf. Nachdem Newbern 2016 ihre Ausbildung beendet hatte, zog sie in die Vereinigten Staaten. Hier schloss sie sich der Handballmannschaft der Auburn University an. In der Saison 2017/18 lief Newbern für den französischen Viertligisten Aulnay Handball auf, mit dem sie die Meisterschaft errang. Daraufhin kehrte sie zum Drittligisten TV Oyten zurück. Da sich ihr Studium nicht mehr mit dem zeitlichen Aufwand der 3. Liga vereinbaren ließ, wechselte sie 2019 zu Werder Bremen, wo sie für die 2. Mannschaft in der Oberliga antrat. Ein Jahr später verließ sie Bremen.
Anschließend pausierte Newbern, jedoch unterbrach sie kurz diese Pause, um für den Oberligisten HSG Hude/Falkenburg zu spielen. In der Saison 2022/23 lief sie wieder für den Oberligisten TV Oyten auf. anschließend wechselte sie in die 2. Mannschaft des TV Oyten.

### In Auswahlmannschaften
Bryana Newbern lief in ihrer Jugendzeit für die Bremer Auswahl auf. Seit 2017 gehört sie dem Kader der Nationalmannschaft der Vereinigten Staaten an. Mit den USA belegte sie bei der Panamerikameisterschaft 2017 in Argentinien den fünften Platz und bei den Panamerikanischen Spielen 2019 in Lima den vierten Platz.